# 9832 Xiaobinwang
9832 Xiaobinwang è un asteroide della fascia principale. Scoperto nel 1981, presenta un'orbita caratterizzata da un semiasse maggiore pari a 2,4301444 UA e da un'eccentricità di 0,1211295, inclinata di 7,00379° rispetto all'eclittica.